# Äsbjörn
Äsbjörn är en sjö i Nybro kommun i Småland och ingår i Hagbyåns huvudavrinningsområde. Sjön har en area på 0,132 kvadratkilometer och ligger 104,2 meter över havet.

## Delavrinningsområde
Äsbjörn ingår i det delavrinningsområde (627462-150152) som SMHI kallar för Mynnar i Svartabäcken. Medelhöjden är 111 meter över havet och ytan är 24,89 kvadratkilometer. Det finns inga avrinningsområden uppströms utan avrinningsområdet är högsta punkten. Lindrörsbäcken som avvattnar avrinningsområdet har biflödesordning 3, vilket innebär att vattnet flödar genom totalt 3 vattendrag innan det når havet efter 33 kilometer. Avrinningsområdet består mestadels av skog (82 %). Avrinningsområdet har 0,68 kvadratkilometer vattenytor vilket ger det en sjöprocent på 2,7 %.